# Battaglia di Cerignola
La battaglia di Cerignola fu combattuta il 28 aprile 1503 tra l'esercito spagnolo, guidato da Gonzalo Fernández de Córdoba detto El Gran Capitán, e quello francese, guidato da Louis d'Armagnac, duca di Nemours.

## Retroterra della battaglia

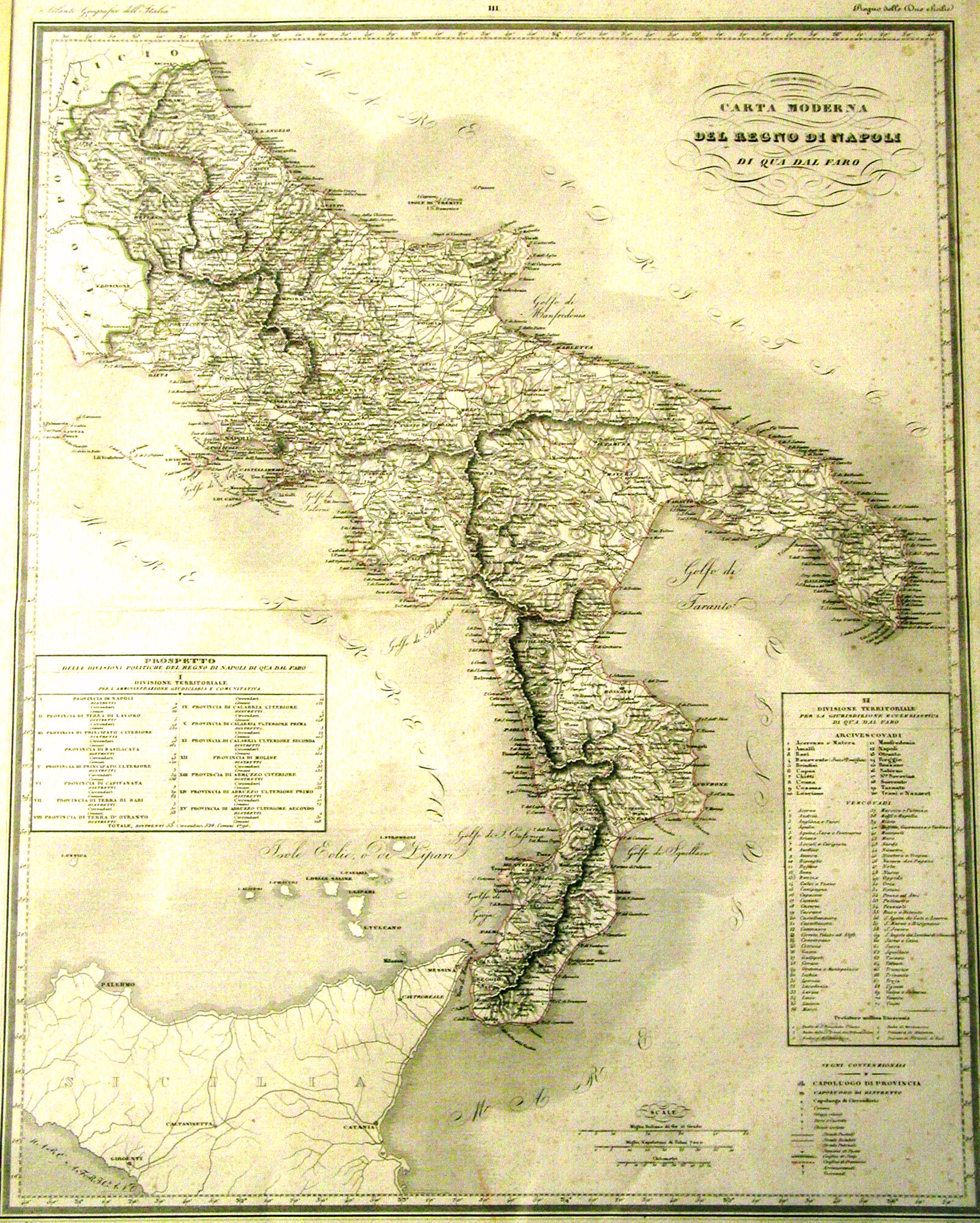
Regno di Napoli nel periodo borbonico.

Il conflitto tra spagnoli e francesi nell'Italia meridionale era basato sul possesso del Regno di Napoli. Dopo il trattato segreto di Granada del novembre 1500, la questione napoletana sembrava ormai risolta, Luigi XII e Ferdinando il Cattolico infatti raggiunsero un accordo per la spartizione del Regno di Napoli. L'accordo ripartiva il Regno in quattro province (Campania, Abruzzo, Puglia e Calabria), e prevedeva l'assegnazione delle prime due alla Francia, e delle restanti due alla Spagna. Sfortunatamente non si considerò che il sovrano napoletano Alfonso V d'Aragona creò altre due province, Basilicata e Capitanata, smembrate rispettivamente da Calabria e Puglia. Già nel 1503 sorse una nuova disputa intorno all'appartenenza della provincia della Capitanata, rivendicata, per motivi amministrativi, dai Francesi.
Nella Capitanata, in base ad alcune leggi che risalivano a Federico II e che furono riformate nel 1447 da Alfonso D'Aragona, transumavano (ovvero venivano a svernare in zone più calde) greggi provenienti dall'Abruzzo. Il pascolo era consentito previo pagamento di salate tasse presso la Dogana delle Pecore. Stando ai Francesi la Capitanata faceva parte dell'Abruzzo poiché accomunata a quest'ultimo dall'economia pastorizia. Per gli Spagnoli invece era invece parte integrante della Puglia, per cui ad essi assegnata.
L'impossibilità di trovare un nuovo accordo per la nuova questione portò sempre più spesso allo scoppio di numerose scaramucce ai confini tra spagnoli e francesi. Agli scontri ed agli atti di guerriglia, fanno seguito manifestazioni di eroismo e cavalleria, duelli di onore e ben tre disfide, tra cui la più famosa è quella tenutasi a Barletta il 13 febbraio del 1503, e raccontata con ardore negli scritti di Massimo d'Azeglio. La mancanza di un accordo tra le parti, sfociò in un vero e proprio conflitto fra i due eserciti.

## Preparazione allo scontro
Nel primo pomeriggio del 27 aprile, l'esercito spagnolo lascia la fortezza di Barletta per dirigersi alla volta di Cerignola, pernottando però prima a Canne. A supporto degli spagnoli vi sono duemila fanti tedeschi, i famigerati Lanzichenecchi, guidati dal comandante Hans von Ravenstein.
L'indomani mattina gli spagnoli giunsero a destinazione in località San Martino, dove si accamparono. Immediatamente cominciarono le operazioni di fortificazione attraverso l'innalzamento di un parapetto e, dietro suggerimento del comandante Prospero Colonna, l'allargamento di un fossato naturale. Le artiglierie si sistemarono in posizione sopraelevata, trecento uomini d'arme protetti da tiratori disposti sull'argine del fossato ed in posizione centrale i Lanzichenecchi. In fondo allo schieramento vi era il grosso della cavalleria pesante.
Cerignola in quel periodo era un piccolo borgo difeso da circa duecento guasconi francesi. Il loro comandante, il Duca di Nemours, era di stanza a Canosa e, informato in merito agli spostamenti degli spagnoli, dopo un attimo di indugio decise di recarsi anch'egli con il suo esercito a Cerignola. Il comandante francese diede inizio alla battaglia, nonostante l'ora tarda, anche per porre fine alle dicerie secondo cui lui temeva uno scontro in campo aperto contro gli spagnoli.

## I due schieramenti

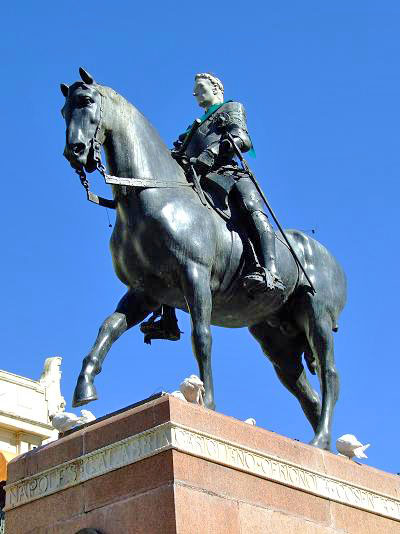
Monumento a Consalvo da Cordova.

Le forze spagnole erano composte da 6500 uomini, tra i quali si trovavano 1000 archibugieri, e 20 cannoni. Le forze francesi erano composte da 9500 uomini, una parte dei quali appartenenti alla cavalleria pesante o ai 3500 picchieri mercenari svizzeri, molto pericolosi nelle loro cariche in campo aperto, a completare il potenziale bellico dei francesi c'erano circa 40 cannoni, che però arrivarono troppo tardi e non parteciparono alla battaglia.

## La battaglia
A dispetto della lieve sproporzione delle forze in campo in favore dei francesi, il condottiero spagnolo de Córdoba poté contare su diversi vantaggi che seppe sfruttare pienamente a suo favore.
Egli aveva occupato una posizione strategicamente favorevole sulla sommità di Cerignola, e dietro consiglio del suo braccio destro Prospero Colonna, fece schierare l'esercito lungo dei poggi coltivati a vigneto e protetti da un fosso naturale che Prospero e suo cugino Fabrizio Colonna fecero scavare ulteriormente, proteggendolo con pali acuminati e piccole opere in muratura.
Oltre a questo accorgimento egli aveva schierato in maniera opportuna i suoi pezzi d'artiglieria che si riveleranno fondamentali, oltre a poter contare sulle nuove unità di fanteria chiamate Coronelías, armate di picche, archibugi e spade, un armamento misto che si diversifica molto da quello classico adottato fino ad allora dagli spagnoli sin dal tempo della Reconquista. I Coronelías saranno considerati i precursori dei successivi Tercios.

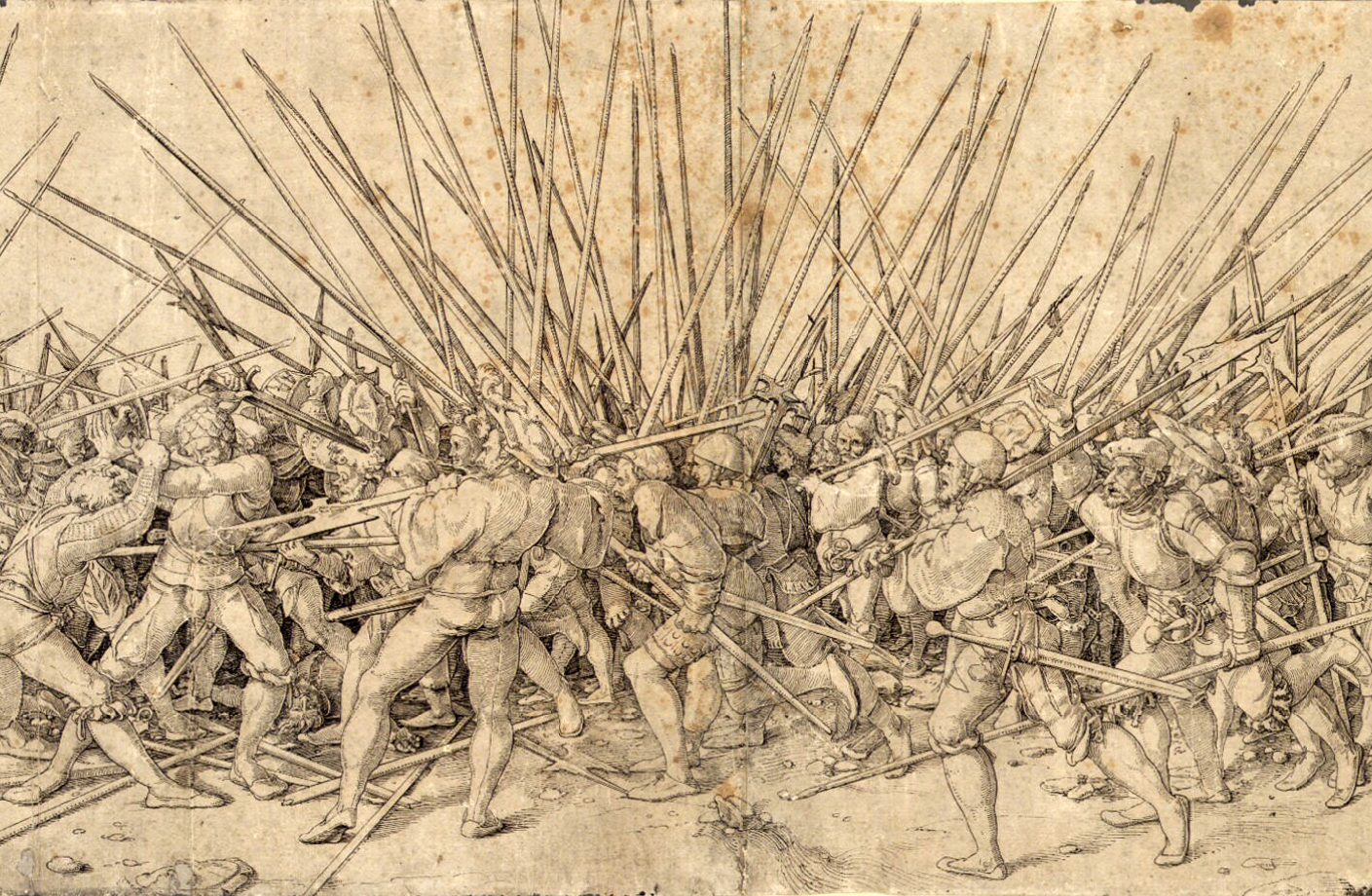
Lanzichenecchi in battaglia.

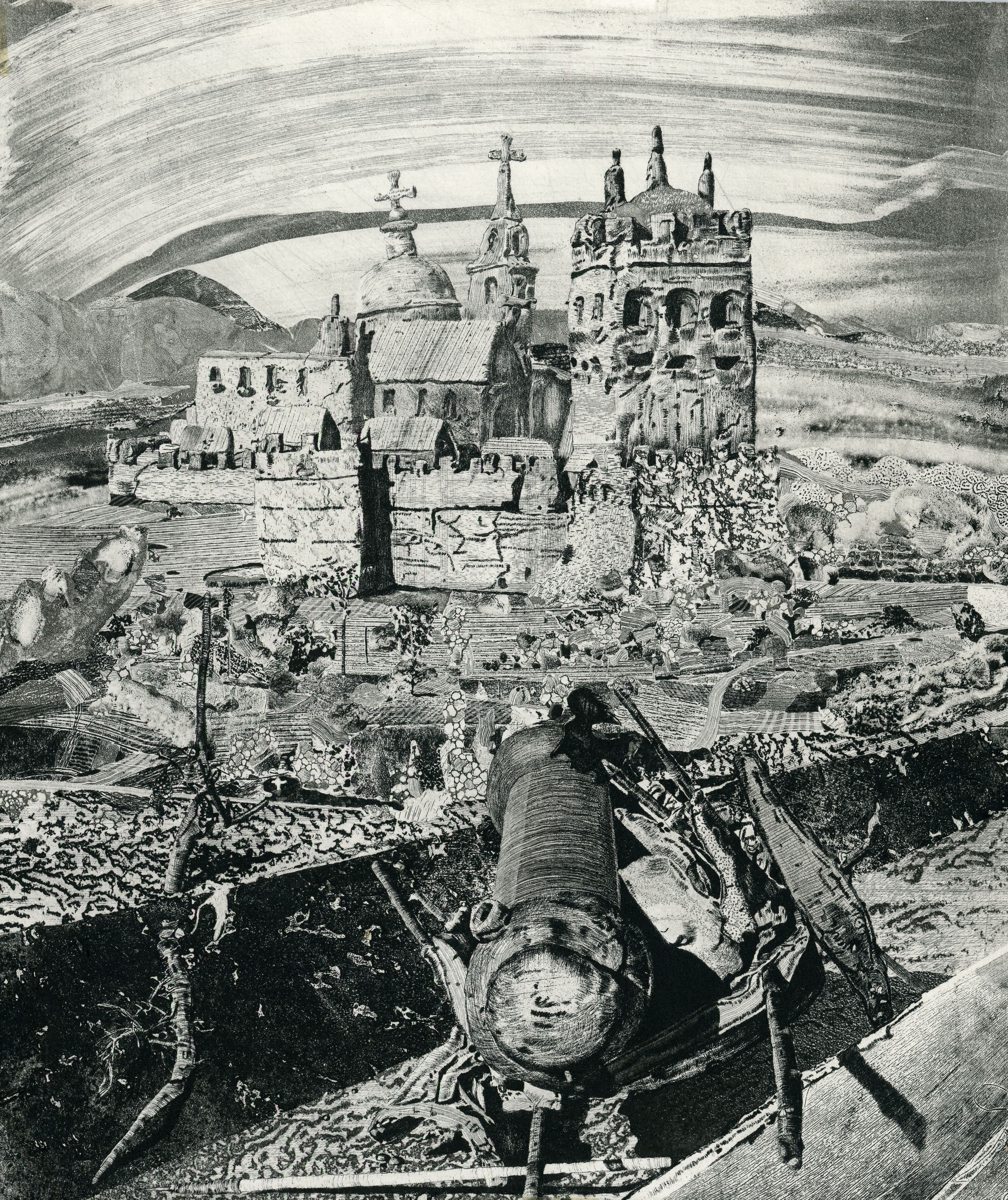
Battaglia di Cerignola.

La battaglia ebbe inizio con una doppia carica della cavalleria francese contro il centro della fanteria spagnola, ma entrambi i tentativi di sfondamento vennero resi vani dai colpi dell'artiglieria spagnola. L'attacco successivo si abbatté contro il fianco destro dello schieramento spagnolo, ma venne vanificato dai colpi degli archibugieri, che nell'occasione uccisero il Duca di Nemours scatenando il panico tra le file dei francesi.
Il capitano del contingente mercenario svizzero tentò di prendere le redini dell'esercito francese, organizzando una carica dei suoi picchieri insieme alla cavalleria, ma anche questa volta l'attacco fu vanificato dai colpi degli archibugieri spagnoli che riuscirono ad uccidere anche l'ufficiale svizzero.
Ciò costrinse alla ritirata i francesi proprio nel momento in cui la fanteria spagnola iniziò a caricare a sua volta, determinando la totale disfatta dei francesi.
Nonostante il combattimento sia stato relativamente breve (durò infatti all'incirca mezz'ora), esso è importante per la storia della tattica militare in quanto rappresenta il primo esempio di vittoria sul campo grazie all'uso di pezzi di artiglieria leggera.
Essa fu importante anche per il fatto che permise agli Spagnoli, anche grazie alla vittoria nella battaglia del Garigliano, di conquistare definitivamente il dominio sul regno di Napoli e di rendere per sempre vane le mire francesi sull'Italia meridionale.